# Francis Teke Lysinge
Francis Teke Lysinge (ur. 28 grudnia 1938 w Muea) – kameruńscy duchowny rzymskokatolicki, w latach 1999–2014 biskup Mamfe.

## Życiorys
Święcenia kapłańskie przyjął 17 kwietnia 1966. 9 lutego 1999 został prekonizowany biskupem Mamfe. Sakrę biskupią otrzymał 26 września 1976. 21 kwietnia 1999 objął urząd biskupa diecezjalnego. 25 stycznia 2014 przeszedł na emeryturę.